# Hon'inbō Shūsai

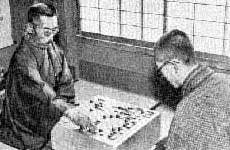
Hon'inbō Shūsai (a sinistra), l'ultimo capo della casa Hon'inbō, gioca contro l'emergente Go Seigen nella «partita del secolo» (16 ottobre 1933 – 19 gennaio 1934)

Hon'inbō Shūsai ( 本因坊 秀哉?; Shiba, Tokyo, 24 giugno 1874 – 18 gennaio 1940) è il nome da professionista di Hoju Tamura, anche noto come Yasuhisa Tamura (田村保寿?, Tamura Yasuhisa), un goista giapponese, tra i migliori della sua epoca, tanto da meritare il titolo di Meijin e ultimo capo della casa Hon'inbō.

## Biografia
Shūsai nacque a Shiba, Tokyo, figlio di Tamura Yasunaga, un servitore dello shōgun. Imparò il go all'età di 10 anni e nel 1883 si unì all'Hoensha, all'epoca sotto la guida di Murase Shūho. Divenne shodan all'età di 13 anni; a 18 anni conseguì il grado di 2 dan (sebbene non si possa presumere che i gradi professionistici inferiori corrispondano a quelli moderni). Si prese una pausa dal gioco per un po', cercando di mettersi in affari per proprio conto, e finì in un ritiro buddista nella prefettura di Chiba. Dopo più di un anno lontano dal gioco, aprì il proprio salone di go a Roppongi.
Fu poi aiutato da Kim Ok-gyun, un coreano allora residente in Giappone, che usò i suoi contatti per assicurare a Tamura un incontro con Hon'inbō Shūei. Fu ri-classificato 4 dan nel 1892 e da lì iniziò a salire di grado. Si impegnò in una serie di partite di alto profilo: giocò contro Ishii Senji, uno dei migliori giocatori dell'Hoensha, in due jubango, uno nel 1895 col sen e l'altro nel 1897 col sen-ai-sen; un incontro simile nel 1899 fu lasciato incompleto. Nel 1897 sfidò Yasui San'ei, ultimo esponente della casata Yasui, a un jubango, e sfidò anche Hon'inbō Shūgen. Nel 1897-98 giocò di nuovo contro Ishii Senji, mentre l'anno successivo giocò un jubango contro Karigane Junichi, che sarebbe stato il suo unico serio rivale nei decenni successivi. Nel 1900-1901 giocò un jubango con Iwasa Kei, a seguito del quale guadagnò la reputazione di miglior giocatore dopo Shūei. Nel 1907 divenne 7 dan, un grado esclusivo per quei tempi.
Divenne il ventunesimo e ultimo capo ereditario della casata Hon'inbō, come successore di Shūei. Le modalità della sua nomina causarono un conflitto duraturo tra Tamura, che prese il nome di Shūsai, e Karigane, anch'egli della casa Hon'inbō, che era stato sostenuto dalla vedova di Shuei.
Ottenne il titolo di Meijin nel 1914, diventando il decimo giocatore dopo Hon'inbō Sansa a riuscirci; nel caso di Shūsai, come in precedenza per Shūei, non ci fu alcun coinvolgimento ufficiale del governo e il titolo gli fu concesso per acclamazione degli altri giocatori. Successivamente giocò in alcune «difese» di alto profilo della posizione di Meijin come unico 9 dan.

## Stile e influenza
Shūsai era un giocatore naturalmente lento e profondo. La moda giapponese di giocare in maniera relativamente lenta è stata fatta risalire alla sua influenza. Innovazioni come i limiti di tempo e gli orologi furono introdotte durante la sua vita, con grande disappunto di Shūsai.
Shūsai ha spinto la strategia del periodo Meiji – come notoriamente delineato dal libro Hoen Shinpo di Hon'inbō Shūho – verso una maggiore efficienza. Ciò è stato fatto giocando estensioni più lontane e talvolta più alte, con l'intenzione di fornire una migliore protezione globale ai punti deboli. Questo metodo innovativo fu definito «rottura dell'armonia».
Comunque sia, il suo stile di apertura non fu in grado di influenzare profondamente molti altri giocatori, poiché il culmine del suo stile fu presto interrotto dall'arrivo della rivoluzione delle aperture dello shinfuseki. Raramente ha innovato nel joseki, preferendo l'ammonimento «non cercare novità».
Prima che la Nihon Ki-in fosse istituita, non era disponibile alcuna serie codificata di regole. Shūsai rese pubblici dei giudizi su controversie sorte agli albori, ad esempio sul mannenko.

## Sotto la Nihon Ki-in
La fondazione della Nihon Ki-in nel 1924 fu il momento più significativo nella storia organizzativa del giapponese go nel XX secolo: fu mediata da Shūsai, il cui prestigio era richiesto come condizione minima per unificare i vari gruppi. Shūsai fu sostenuto dal barone Kishichiro Okura, un influente magnate degli affari.
Il processo fu avviato nel 1923 con la fondazione del gruppo Hiseikai da parte di Karigane, Tamejiro Suzuki, Dohei Takabe e Segoe Kensaku; ciò portò alla fusione della scuola Honinbo e della Hoensha, nel gennaio 1923, per formare la Chūō Ki-in; questo accordo era tuttavia temporaneo e le due organizzazioni costituenti si separarono tre mesi dopo. Il Grande terremoto del Kantō del 1923 rese la vita difficile a numerose organizzazioni di Go e molte di loro dovettero chiudere. Sotto la guida del barone Kishichiro Okura, la Nihon Ki-in fu fondata nel maggio 1924 per unire le organizzazioni esistenti in un'unica entità; Shūsai era un membro importante di questa nuova organizzazione.

## Partite importanti

### Contro la Kiseisha
Karigane, nel frattempo, aveva fondato la sua organizzazione rivale, la Kiseisha (1924). Lo Yomiuri Shimbun organizzò una sfida tra le due fazioni. Fu questa l'ambientazione della resa dei conti del 1926 con Karigane (il «capolavoro che cattura i gruppi»), forse il gioco più antologizzato dei tempi moderni. Nel suo libro Go and Go Moku, Edward Lasker scrisse:
L'intenso interesse pubblico fu dimostrato, o forse suscitato, dalla scelta dello Yomiuri di pubblicare la partita sui cartelloni pubblicitari, con le mosse incollate mano a mano che erano giocate. Shūsai vinse la partita col Bianco. I giocatori avevano 16 ore ciascuno; la partita fu giocata in sei sessioni, e Karigane alla fine dichiarò la sconfitta mentre era a corto di tempo e si rese conto che probabilmente avrebbe perso di circa 5 punti.
Quella fu solo la prima partita di una serie di incontri vinci-e-continua, in cui tre giocatori della Kiseisha (Karigane, Takabe e Onoda Chiyotaro) affrontarono a turno le giovani stelle di Nihon Ki-in. Kitani Minoru vinse dieci partite di fila e l'incontro fu un trionfo per la Ki-in.

### La «partita del secolo» (1933)
Nel 1933, Go Seigen e Shūsai giocarono una partita passata alla storia come la «partita del secolo». All'epoca Go Seigen aveva 18 anni, era classificato 5 dan, ed era in Giappone da circa cinque anni. I due avevano già giocato in precedenza, ma non in una partita alla pari, e Go Seigen aveva vinto le cinque precedenti partite con handicap.
La consuetudine dell'epoca concedeva a chiunque giocasse con il bianco il diritto di interrompere la partita, per continuare a giocarla il giorno successivo, in qualsiasi momento, senza l'obbligo di giocare l'ultima mossa della giornata in busta chiusa. Ciò significava che Shūsai, essendo il giocatore nominalmente più forte e quindi giocando col bianco, poteva interrompere la partita ogni volta che era il suo turno di giocare e continuare a riflettere a suo piacimento durante l'interruzione. Shūsai abusò spudoratamente di questo privilegio, richiedendo l'interruzione della partita per circa 13 volte, ogni volta mentre toccava a lui giocare, prolungando così la partita per tre mesi (16 ottobre 1933 – 19 gennaio 1934). Ad esempio, Shūsai giocò per primo l'ottavo giorno della partita e Go Seigen rispose entro due minuti. Shūsai pensò poi per tre ore e mezza, ma solo per interrompere la partita; non era un segreto che Shūsai, durante le interruzioni, discutesse e studiasse la partita in corso con i suoi studenti per escogitare le mosse migliori. Go Seigen si trovò nella difficile posizione di dover giocare contro l'intero gruppo di giocatori di casa Honinbo.
Shūsai rimase indietro per tutta la partita fino a quando, al tredicesimo giorno della partita, fece una mossa brillante (bianco 160), ancor oggi celebrata. Si disse che non fosse stato Shūsai ma uno dei suoi studenti, Nobuaki Maeda, a escogitare quella mossa ingegnosa. Kensaku Segoe (maestro di Go Seigen) lo disse a un giornalista, in quella che pensava fosse un'intervista non ufficiale, e lo stesso Maeda ne fece un accenno, e quando si presentò l'opportunità di smentire queste voci, Maeda non le negò né le confermò. La partita si concluse con la vittoria di Hon'inbō Shūsai per due punti.
| \| \| \| \| \| \| \| \| \| \| \| \| \| \| \| \| \| \| \| \| \| \| \| \| \| \| \| \| \| \| \| \| \| \| \| \| \| \| \| \| \| \| \| \| \| \| \| \| \| \| \| \| \| \| \| \| \| \| \| \| \| \| \| \| \| \| \| \| \| \| \| \| \| \| \| \| \| \| \| \| \| \| \| \| \| \| \| \| \| \| \| \| \| \| \| \| \| \| \| \| \| \| \| \| \| \| \| \| \| \| \| \| \| \| \| \| \| \| \| \| \| \| \| \| \| \| \| \| \| \| \| \| \| \| \| \| \| \| \| \| \| \| \| \| \| \| \| \| \| \| \| \| \| \| \| \| \| \| \| \| \| \| \| \| \| \| \| \| \| \| \| \| \| \| \| \| \| \| \| \| \| \| \| \| \| \| \| \| \| \| \| \| \| \| \| \| \| \| \| \| \| \| \| \| \| \| \| \| \| \| \| \| \| \| \| \| \| \| \| \| \| \| \| \| \| \| \| \| \| \| \| \| \| \| \| \| \| \| \| \| \| \| \| \| \| \| \| \| \| \| \| \| \| \| \| \| \| \| \| \| \| \| \| \| \| \| \| \| \| \| \| \| \| \| \| \| \| \| \| \| \| \| \| \| \| \| \| \| \| \| \| \| \| \| \| \| \| \| \| \| \| \| \| \| \| \| \| \| \| \| \| \| \| \| \| \| \| \| \| \| \| \| \| \| \| \| \| \| \| \| \| \| \| \| \| \| \| \| \| \| \| \| \| \| \| \| \| \| \| \| \| \| \| \| \| \| \| \| \| \| \| \| \| \| \| \| \| \| \| \| \| \| \| \| \| \| \| \| \| \| |  |  |  |  |  |  |  |  |  |  |  |  |  |  |  |  |  |  |
| Go Seigen contro Hon'inbō Shūsai (bianco), mossa 160 |  |  |  |  |  |  |  |  |  |  |  |  |  |  |  |  |  |  |
| |  |  |  |  |  |  |  |  |  |  |  |  |  |  |  |  |  |  |
| |  |  |  |  |  |  |  |  |  |  |  |  |  |  |  |  |  |  |
| |  |  |  |  |  |  |  |  |  |  |  |  |  |  |  |  |  |  |
| |  |  |  |  |  |  |  |  |  |  |  |  |  |  |  |  |  |  |
| |  |  |  |  |  |  |  |  |  |  |  |  |  |  |  |  |  |  |
| |  |  |  |  |  |  |  |  |  |  |  |  |  |  |  |  |  |  |
| |  |  |  |  |  |  |  |  |  |  |  |  |  |  |  |  |  |  |
| |  |  |  |  |  |  |  |  |  |  |  |  |  |  |  |  |  |  |
| |  |  |  |  |  |  |  |  |  |  |  |  |  |  |  |  |  |  |
| |  |  |  |  |  |  |  |  |  |  |  |  |  |  |  |  |  |  |
| |  |  |  |  |  |  |  |  |  |  |  |  |  |  |  |  |  |  |
| |  |  |  |  |  |  |  |  |  |  |  |  |  |  |  |  |  |  |
| |  |  |  |  |  |  |  |  |  |  |  |  |  |  |  |  |  |  |
| |  |  |  |  |  |  |  |  |  |  |  |  |  |  |  |  |  |  |
| |  |  |  |  |  |  |  |  |  |  |  |  |  |  |  |  |  |  |
| |  |  |  |  |  |  |  |  |  |  |  |  |  |  |  |  |  |  |
| |  |  |  |  |  |  |  |  |  |  |  |  |  |  |  |  |  |  |
| |  |  |  |  |  |  |  |  |  |  |  |  |  |  |  |  |  |  |
| |  |  |  |  |  |  |  |  |  |  |  |  |  |  |  |  |  |  |

### Partita del ritiro
Nel 1936 Shūsai cedette il titolo di Hon'inbō alla Nihon Ki-in e successivamente si ritirò.
Nel 1938, all'età di 64 anni, tornò a giocare una «partita di addio» commemorativa contro Kitani Minoru, perdendola di 5 punti. La partita fu successivamente immortalata dal premio Nobel Kawabata Yasunari nel romanzo Meijin (pubblicato in italiano col titolo Il maestro di Go).
Dopo aver assistito al modo in cui Shūsai aveva abusato del suo privilegio di interrompere la partita nell'incontro con Go Seigen, Kitani Minoru chiese che le mosse fossero sigillate prima di ogni interruzione. Inizialmente, il gruppo di Shūsai si oppose a questa richiesta, ma Kitani insistette e alla fine Shūsai cedette. Furono stabiliti dei limiti di tempo di 40 ore ciascuno, e Kitani rifletté a lungo, vincendo la partita con un comodo margine di cinque punti (la partita non aveva komi, quindi Kitani come nero mantenne il suo vantaggio iniziale giocando in modo sicuro).

## Controversie
Hon'inbō Shusai ricevette numerose accuse contro la sua persona riguardo alle sue rivalità, sia all'interno della casa Hon'inbō sia successivamente con l'amministrazione della Nihon Ki-in, riguardo alla sua condotta come giocatore e alla sua gestione finanziaria. Anche se fu una figura di transizione, Shūsai possedeva un enorme prestigio grazie alle sue posizioni di Meijin e Hon'inbō, ma spesso abusò dei privilegi che gli come giocatore decano. Usando sempre il bianco Shūsai aveva il privilegio di interrompere la partita e aggiornarla quando lo riteneva opportuno. Shūsai abusava di questo privilegio interrompendo la partita sempre durante il suo turno e consultandosi con i suoi allievi nelle pause (all'epoca non veniva giocata la mossa sigillata in busta chiusa).
Utaro Hashimoto confidò a un giornalista che il suo maestro Segoe Kensaku aveva delle riserve su Shūsai. In passato Segoe e Shūsai avevano visitato la Cina su invito di diversi ricchi appassionati di go cinesi, e avevano giocato una serie di partite di esibizione contro goisti cinesi. Shūsai si era rifiutato di rispettare le regole di gioco cinesi, mettendo in imbarazzo i suoi ospiti; inoltre, apparentemente Shūsai non volle correre il rischio di perdere contro i giovani giocatori cinesi e lasciò molte partite interrotte, con la motivazione di concluderle un altro giorno, promessa che non mantenne mai. Segoe commentò con Hashimoto che era inaccettabile che Shūsai avesse lasciato incompiute quelle partite dopo aver ricevuto ospitalità ed elevate somme di denaro per giocare.
Anche Go Seigen aveva molta poca stima di Shūsai. Secondo Pieter Mioch, che intervistò Go Seigen per la rivista dell'Associazione goistica olandese, Go Seigen definì Shūsai un «mascalzone» e un «cattivo»; Go Seigen accusò Shūsai di aver venduto il suo prestigioso titolo di Hon'inbō per una grossa somma per costruirsi una magnifica casa senza dare alcun soldo indietro alla comunità goistica.